# Starkers in Tokyo
Starkers in Tokyo is een livealbum van Whitesnake. Het was een uitvloeisel van hun Japanse toer, dat EMI Japan een optreden vastlegde in hun eigen studio in Tokio, waarbij een klein publiek aanwezig was. Whitesnake was tijdens dat optreden gereduceerd tot een zanger en een gitarist. De gitarist bespeelde enkel een akoestisch gitaar en het album doet dan ook sterk denken aan een unpluggedalbum. Het zag er eerst naar uit dat het album en ook laserdisc en video alleen in Japan zouden worden uitgegeven. In 1998 volgde een wereldwijde release. Er is ongeveer een uur muziek vastgelegd, maar niet alle gespeelde nummers kwamen op de compact disc. Een hitnotering zat er voor dit album niet in.

## Musici
- David Coverdale – zang
- Ad Vandenberg – akoestische gitaar

## Muziek
| Nr. | Titel                                             | Duur |
| --- | ------------------------------------------------- | ---- |
| 1.  | Sailing ships (Coverdale, Vandenberg)             | 4:37 |
| 2.  | Too many tears (Coverdale, Vandenberg)            | 4:13 |
| 3.  | The deeper the love (Coverdale, Vandenberg)       | 4:09 |
| 4.  | Love ain't no stranger (Coverdale, Mel Galley)    | 3:15 |
| 5.  | Can't go on (Coverdale, Vandenberg)               | 3:50 |
| 6.  | Give me all your love (Coverdale, John Sykes)     | 3:21 |
| 7.  | Don't fade away (Coverdale, Vandenberg)           | 4:26 |
| 8.  | Is this love (Coverdale, Sykes)                   | 3:09 |
| 9.  | Here I go again (Coverdale, Bernie Marsden)       | 4:46 |
| 10. | Soldier of fortune (Coverdale, Ritchie Blackmore) | 4:22 |

Nummers die wel gespeeld werden, maar niet op het album verschenen waren Burning heart van Vandenberg, Fool for your loving (Coverdale, Micky Moody, Marsden) en Only my soul (Coverdale).